# Comtat de Temes
Comtat de Temes (en romanès: Timiș serbi: Тамиш hongarès: Temes, alemany: Temes) va ser un comtat administratiu del Regne d'Hongria. El seu territori es troba ara al sud-oest de Romania i el nord-est de Sèrbia. La capital del comtat era Temesvár (en alemany: Temeswar, serbi: Темишвар, romanès: Timișoara), que també va ser capital del regne entre 1315 i 1323.

## Geografia
El Comtat de Temes estava situat a la regió del Banat. Compartia fronteres amb el Regne de Sèrbia i els comtats hongaresos de Torontal, Arad i Krassó. El riu Danubi formava la frontera sud i el riu Mureș la frontera nord. El riu Timiș travessa el comtat. La seva àrea el 1910 era de 7433 km².

## Història
El Comtat de Temes es va formar en el segle xii, després de l'establiment del domini hongarès a la regió. Va rebre el seu nom del pròxim riu Timiș. El centre principal del comtat es deia Temesvar en idioma hongarès, que significa literalment: Castell de Temes. L'àrea va ser presa per l'Imperi otomà en el segle xvi i el comtat va ser abolit. Aquest territori després es va incloure en el Eyalat de Temeşvar.
Després que la regió fos capturada pels Habsburg el 1716, l'àrea es va incloure en l'anomenat Banat de Temeswar, una província dels Habsburg amb centre administratiu en Temeswar. Aquesta província va ser abolida el 1778 i el Comtat de Temes es va restaurar i es va incorporar al Regne Habsburg d'Hongria el 1779.
Entre 1849 i 1860, l'àrea del comtat va ser part del Voivodat de Sèrbia i Banat de Tamis. Després de 1853, el comtat no existia ja que el voivodat es va dividir en districtes. Després que s'abolís el voivodat el 1860, l'àrea es va incorporar novament al Regne Habsburg d'Hongria i el comtat es va recrear al gener de 1861.
El 1918, el comtat es va convertir per primera vegada en part de la recentment proclamada República del Banat que va durar només uns dies. La regió va ser presa per tropes sèrbies i franceses, i després dividida el 1919 entre Romania i el també acabat de formar Regne dels Serbis, Croats i Eslovens, ja que totes dues potències van reclamar tot el territori del Banat. Els arranjaments fronterers van ser establerts per la Conferència de Pau de París. La major part del comtat es va assignar a Romania, mentre que el terç sud-oest es va assignar al Regne dels Serbis, Croats i Eslovens (rebatejat com Iugoslàvia en 1929).
La part iugoslava del Comtat de Temes anterior al 1920 (la regió meridional del Banat) és part de la regió autònoma sèrbia de Voivodina. La part romanesa és ara part del Districte de Timiș, excepte una franja de 10 km d'ample al llarg del riu Mureș, que es troba al Districte romanès de Arad.

## Demografia
El 1900, el comtat tenia 476 242 persones i estava compost per les següents comunitats lingüístiques:
Total:
- Alemany: 171 087 (35,9%)
- Romanès: 167 523 (35,2%)
- Serbi: 64 902 (13,6%)
- Hongarès: 58 153 (12,2%)
- Eslovac: 2977 (0,6%)
- Croat: 387 (0,1%)
- Rutè: 79 (0,0%)
- Un altre o desconegut: 11 134 (2,4%)

Segons el cens de 1900, el comtat estava compost per les següents comunitats religioses:
Total:
- Cristians ortodoxos: 223 247 (46,9%)
- Catòlics: 209 690 (44,0%)
- Catòlics grecs: 12 360 (2,6%)
- Luterans: 11 993 (2,5%)
- Jueus: 9745 (2,1%)
- Calvinistes: 8712 (1,8%)
- Unitaris: 111 (0,0%)
- Un altre o desconegut: 384 (0,0%)

### 1910

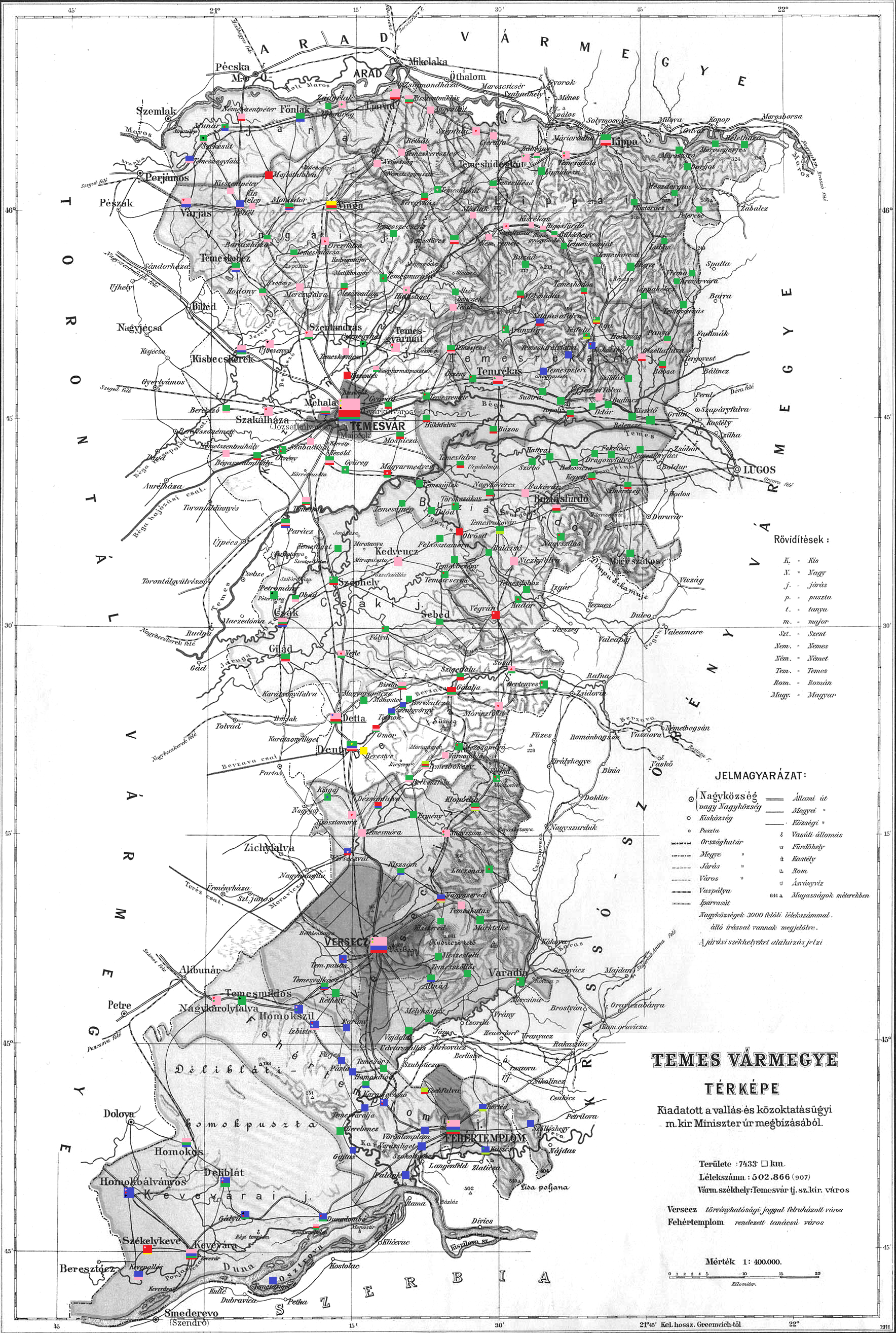
Mapa ètnic del comtat amb dades del cens de 1910 (veure la clau en la descripció).

El 1910, el comtat tenia 500 835 persones i estava compost per les següents comunitats lingüístiques:
Total:
- Romanès: 169 030 (33,8%)
- Alemany: 165 883 (33,1%)
- Hongarès: 79 960 (16,0%)
- Serbi: 69 905 (14,0%)
- Eslovac: 3080 (0,6%)
- Croat: 350 (0,0%)
- Rutè: 30 (0,0%)
- Un altre o desconegut: 12 597 (2,5%)

Segons el cens de 1910, el comtat estava compost per les següents comunitats religioses:
- Cristians ortodoxos: 232 057 (46,3%)
- Catòlics: 221 175 (44,2%)
- Luterans: 13 611 (2,7%)
- Catòlics grecs: 12 381 (2,5%)
- Calvinista : 11 135 (2,2%)
- Jueus : 9734 (1,9%)
- Unitari : 160 (0,0%)
- Un altre o desconegut: 582 (0,1%)

## Subdivisions

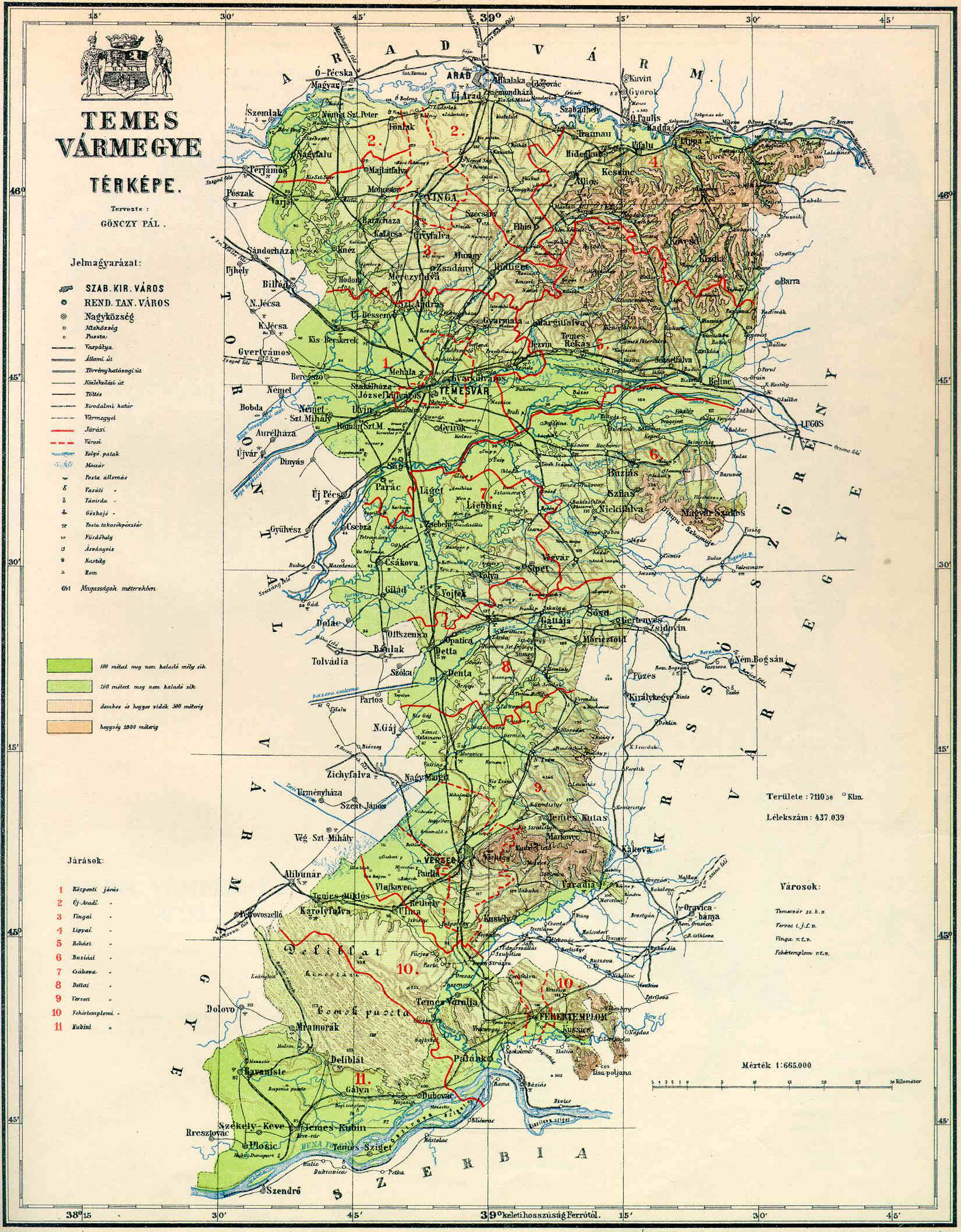
Mapa detallat del comtat.

A principis del segle xx, les subdivisions del Comtat de Temes eren:
| Districtes (járás)                         | Districtes (járás)                  |
| Districte                                  | Capital                             |
| ------------------------------------------ | ----------------------------------- |
| Buziasfürdő                                | Buziasfürdő (en romanès: Buziaș)    |
| Csák                                       | Csák (en romanès: Ciacova)          |
| Detta                                      | Detta (en romanès: Deta)            |
| Fehértemplom                               | Fehértemplom (en serbi: Bela Crkva) |
| Kevevára                                   | Kevevára (en serbi: Kovin)          |
| Központ                                    | Temesvár (en romanès: Timișoara)    |
| Lippa                                      | Lippa (en romanès: Lipova)          |
| Temesrékas                                 | Temesrékas (en romanès: Recaș)      |
| Újarad                                     | Újarad (en romanès: Llaureu)        |
| Versec                                     | Versec (en serbi: Vršac)            |
| Vinga                                      | Vinga (en romanès: Vinga)           |
| Comtat urbans (törvényhatósági jogú város) |                                     |
| Temesvár (en romanès: Timișoara)           |                                     |
| Versec (en serbi: Vršac)                   |                                     |
| Distrtios urbans (rendezett tanácsú város) |                                     |
| Fehértemplom (en serbi: Bela Crkva)        |                                     |

Les ciutats de Vršac, Bela Crkva i Kovin pertanyen ara a Sèrbia; les altres ciutats esmentades es troben ara a Romania.